# Fàbrica de fils El Pino
L'antiga fàbrica de fils "El Pino" és un edifici del municipi del Masnou (Maresme) protegit com a bé cultural d'interès local. També és coneguda com a Can Quiroli.

## Descripció
Nau industrial de planta rectangular d'una única planta amb coberta amb dues vessants i el carener paral·lel a la façana de llevant que dona al carrer de Bonaventura Bassegoda i Amigó.
La façana principal està encarada al carrer Joan Roig i es genera amb una composició simètrica centrada per la porta d'accés i dues finestres laterals allargades en sentit vertical, coronades per un guardapols de maons, col·locats a sardinell, amb llinda plana a les finestres de la façana lateral i d'arc rebaixat a les de la façana principal.

## Història
L'edifici fou construït l'any 1902 per un capità de vaixell retirat, per instal·lar-hi una fàbrica de gèneres de punt. Els anys 30 del segle passat, s'utilitzà com a magatzem de gra i durant la Guerra Civil Espanyola fou seu d'una cooperativa escolar i Escola Sant Jordi. Acabada la Guerra Civil, feu d'església provisional del poble (ja que la de Sant Pere s'havia cremat i enderrocat en part) fins al 19 de març del 1942 en què s'inaugurà el temple reconstruït. També va ser refugi pels maquis i centre de Joventuts de la Falange. Per acabar, l'any 1949, s'hi instal·là la fàbrica de fils "El Pino". La fàbrica es va anomenar "Manufacturas Colonial", i després "Hilaturas el Pino" i "Sedalinas El Pino".